# Idiocera lackschewitzi
Idiocera lackschewitzi là một loài ruồi trong họ Limoniidae. Chúng phân bố ở miền Cổ bắc.